# وادي يون
وادي يون  منطقة في حضرموت، هي منطقة متوسطة الارتفاع تقع ما بعد أرياف المكلا باتجاة الشمال الغربي للمكلا هي عبارة عن وادي خصيب مليء بأشجار السدر وببعض النخيل وبالتربة الخصبة؛ تعتمد المنطقة على مياه الأمطار، ترفد أربعة أودية رئيسية تبدأ فروعها من كور سيبان إلى رأس حواره وإلى الدهمة والفرضحة ولذلك تكون مزروعة طوال العام. في بعض الاعوام تصب سيولها في بحر العرب عبر وادي حجر. توجد بها عدة قراء أهمها القارة القرن العرم الجنان القزيم الكتيفة مهروة المعملة غضيون، بالإضافة إلى بعض الضواحي الحديثة مثل الشجن والنخر والرياض والمصتعة وردفان وجول بامياح وحصن باسره وشيك ومدهون وتشتهر بأنتاج أفضل أنواع العسل الحضرمي (البغية) وذلك لأحتوائها على عدد كبير من اشجار السدر (العلب) من الحجم الكبير والمعمرة من ذو مئات السنين وكذلك بزراعة الموز وحبوب الذرة الرفيعة والسمسم والدجر والبر بالإضافة لاعلاف المواشي وتفتقر لابسط مقومات الحياة وهي الطريق الأسفلتي والذي لايتجاوز طوله لو انشئ من المكلا 70 كيلو متر.
‌